# Мушина (гміна)
Гміна Мушина (пол. Gmina Muszyna) — місько-сільська гміна у південній Польщі. Належить до Новосондецького повіту Малопольського воєводства.
Станом на 31 грудня 2011 у гміні проживало 11697 осіб.

## Площа
Згідно з даними за 2007 рік площа гміни становила 141.99 км², у тому числі:
- орні землі: 33.00 %
- ліси: 62.00 %

Таким чином, площа гміни становить 9.16 % площі повіту.

## Географія
Річки: Підгірський Потік, Чорний Потік.

## Адміністративний поділ
- місто: Мушина
- солтиства: Андріївка, Войкова, Дубне, Жеґестів, Злоцьке, Лелюхів, Милик, Поворазник, Щавник, Ястрябик

## Історія
До середини XX ст. в регіоні переважало лемківське населення. У 1939 році з 10 570 жителів населених пунктів нинішньої гміни — 6670 українців (64 %), 3280 поляків (31 %) і 520 євреїв (5 %).
До виселення лемків у 1945 році в СРСР та депортації в 1947 році в рамках акції Вісла у селах гміни були греко-католицькі церкви парафій Мушинського деканату:
- парафія Войкова
- парафія Жеґестів
- парафія Злоцьке: Злоцьке, Щавник, Ястрябик
- парафія Лелюхів: Лелюхів, Дубне
- парафія Милик: Милик, Андріївка
- парафія Поворазник: Поворазник, Мушина

## Населення
Станом на 31 грудня 2011:
| Опис     | Загалом | Загалом | Чоловіки | Чоловіки | Жінки | Жінки |
| -------- | ------- | ------- | -------- | -------- | ----- | ----- |
| одиниця  | осіб    | %       | осіб     | %        | осіб  | %     |
| все      | 11697   | 100     | 5728     | 48.97    | 5969  | 51.03 |
| міське   | 5113    | 100     | 2458     | 48.07    | 2655  | 51.93 |
| сільське | 6584    | 100     | 3270     | 49.67    | 3314  | 50.33 |

## Сусідні гміни
Гміна Мушина межує з такими гмінами: Криниця-Здруй, Лабова, Північна-Здруй.